# Brittiska mästerskapet 1897/1898
Brittiska mästerskapet 1897/1898 var den 15:e säsongen av Brittiska mästerskapet i fotboll.

## Tabell
| Nr | Lag       | S | V | O | F | GM | IM | MS | P |
| -- | --------- | - | - | - | - | -- | -- | -- | - |
| 1  | England   | 3 | 3 | 0 | 0 | 9  | 3  | +6 | 6 |
| 2  | Skottland | 3 | 2 | 0 | 1 | 9  | 5  | +4 | 4 |
| 3  | Irland    | 3 | 1 | 0 | 2 | 3  | 6  | −3 | 2 |
| 4  | Wales     | 3 | 0 | 0 | 3 | 2  | 9  | −7 | 0 |

## Matcher
|  | 19 februari 1898 | Wales | 0 – 1 | Irland     | The Oval  |           |
|  |                  |       |       | Jack Peden | Llandudno | Llandudno |
|  |                  |       |       |            | Llandudno | Llandudno |
|  |                  |       |       |            | Llandudno | Llandudno |

|  | 5 mars 1898 | Irland                    | 2 – 3 | England                                       | Solitude |         |
|  |             | Jack Pyper Johnnie Mercer |       | Gilbert Smith Charlie Athersmith Tommy Morren | Belfast  | Belfast |
|  |             |                           |       |                                               | Belfast  | Belfast |
|  |             |                           |       |                                               | Belfast  | Belfast |

|  | 19 mars 1898 | Skottland                                          | 5 – 2   | Wales                                    | Fir Park                                                  |                                                           |
|  |              | James Gillespie 12′, 20′, 61′ James McKie 29′, 40′ | (4 – 1) | 44′ Thomas Thomas 89′ Morgan Morgan-Owen | Motherwell Publik: 3 500 Domare: William Stacey (England) | Motherwell Publik: 3 500 Domare: William Stacey (England) |
|  |              |                                                    |         |                                          | Motherwell Publik: 3 500 Domare: William Stacey (England) | Motherwell Publik: 3 500 Domare: William Stacey (England) |
|  |              |                                                    |         |                                          | Motherwell Publik: 3 500 Domare: William Stacey (England) | Motherwell Publik: 3 500 Domare: William Stacey (England) |

|  | 26 mars 1898 | Irland | 0 – 3   | Skottland                                                       | Solitude                                           |                                                    |
|  |              |        | (0 – 2) | 30′ Tommy Robertson 43′ Robert Smyth McColl 70′ William Stewart | Belfast Publik: 5 000 Domare: John Lewis (England) | Belfast Publik: 5 000 Domare: John Lewis (England) |
|  |              |        |         |                                                                 | Belfast Publik: 5 000 Domare: John Lewis (England) | Belfast Publik: 5 000 Domare: John Lewis (England) |
|  |              |        |         |                                                                 | Belfast Publik: 5 000 Domare: John Lewis (England) | Belfast Publik: 5 000 Domare: John Lewis (England) |

|  | 28 mars 1898 | Wales | 0 – 3 | England                       | Racecourse Ground |         |
|  |              |       |       | ×2 Fred Wheldon Gilbert Smith | Wrexham           | Wrexham |
|  |              |       |       |                               | Wrexham           | Wrexham |
|  |              |       |       |                               | Wrexham           | Wrexham |

|  | 2 april 1899 | Skottland        | 1 – 3   | England                                | Celtic Park                                                 |                                                             |
|  |              | Jimmy Millar 48′ | (0 – 2) | 3′ Fred Wheldon 23′, 72′ Steve Blommer | Glasgow Publik: 40 000 Domare: Thomas Robertson (Skottland) | Glasgow Publik: 40 000 Domare: Thomas Robertson (Skottland) |
|  |              |                  |         |                                        | Glasgow Publik: 40 000 Domare: Thomas Robertson (Skottland) | Glasgow Publik: 40 000 Domare: Thomas Robertson (Skottland) |
|  |              |                  |         |                                        | Glasgow Publik: 40 000 Domare: Thomas Robertson (Skottland) | Glasgow Publik: 40 000 Domare: Thomas Robertson (Skottland) |